# Moontower
Moontower - solowy album Dana Swanö wydany w 1998 r. Szwedzki muzyk jest autorem wszystkich partii instrumentalnych i wokalnych. Okładka przedstawia oko Dana Swanö.

## Lista utworów
Opracowano na podstawie materiału źródłowego.
| Nr | Tytuł utworu         | Długość |
| -- | -------------------- | ------- |
| 1. | „Sun of the Night”   | 5:14    |
| 2. | „Patchworks”         | 4:59    |
| 3. | „Uncreation”         | 5:40    |
| 4. | „Add Reality”        | 6:17    |
| 5. | „Creating Illusions” | 4:13    |
| 6. | „The Big Sleep”      | 5:17    |
| 7. | „Encounterparts”     | 6:06    |
| 8. | „In Empty Phrases”   | 5:58    |
|    |                      | 43:44   |